# ضاري البوقان
ضاري مشعل خليفة البوقان المطيري (1994 - ) شاعر كويتي.

## مسيرته الشعرية
شارك ضاري البوقان في برنامج شاعر المليون النسخة السابعة، وتأهل مرتين إلى المرحلة الثانية عشر عن طريق كرت اللجنة. وشارك بالعديد من الأمسيات والأصبوحات الشعرية داخل وخارج الكويت.